# Obús autopropulsado M110
El obús autopropulsado M110 de 203 mm (8 pulgadas) es un sistema de artillería autopropulsada de fabricación estadounidense que consta de un obús M115 de 203 mm instalado en un chasis especialmente diseñado. Antes de retirarse del servicio de los EE. UU., era el obús autopropulsado más grande disponible en el inventario del ejército de los Estados Unidos; continúa en servicio con las fuerzas armadas de otros países, a los que fue exportado. Las misiones incluyen apoyo general, fuego de contrabatería y supresión de los sistemas de defensa aérea enemigos.

## Características generales
La cadencia de tiro del M110 es de un máximo de tres disparos por minuto y de dos en fuego sostenido. Su alcance máximo, oscila entre los 16.800 y 30.000 metros (munición asistida por cohete).

## Historia

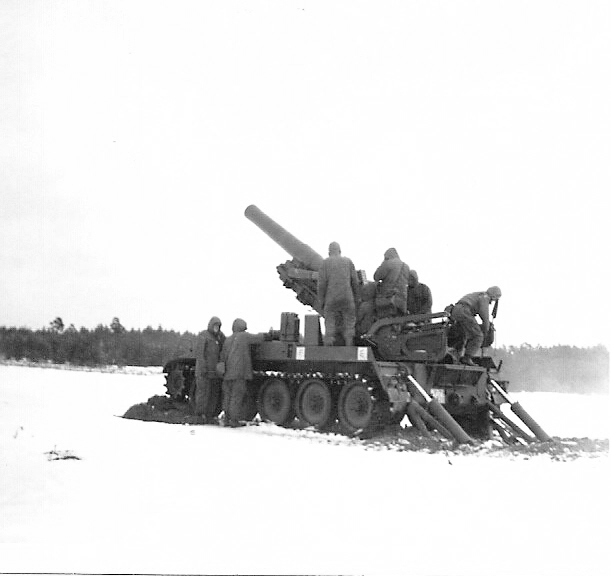
M110 alemán durante un entrenamiento, invierno de 1970-1971.

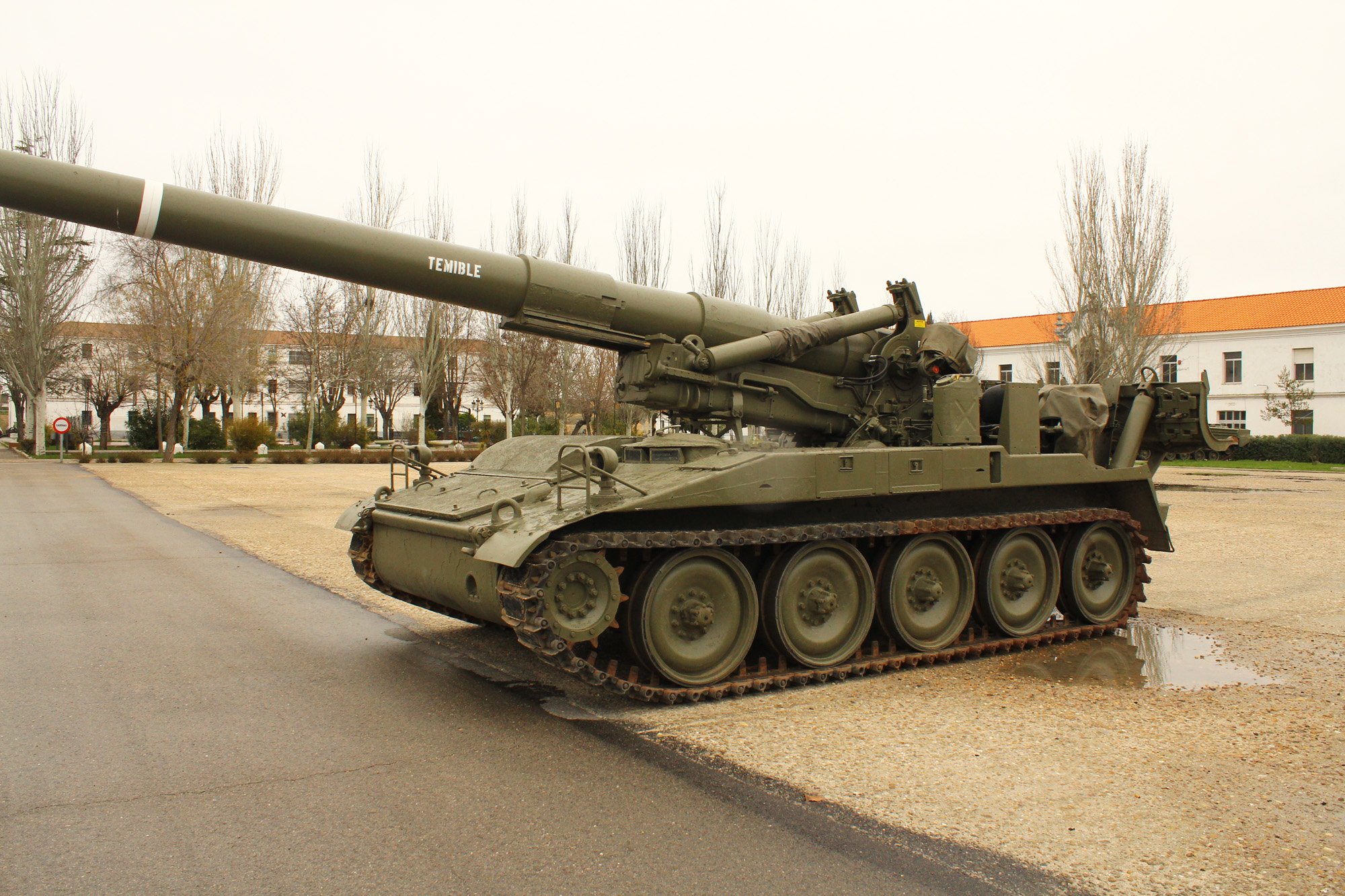
Un M110 del Ejército de Tierra español ya dado de baja y conservado en el museo de El Goloso, año 2013.

Su historia se remonta al obús británico de 8 pulgadas BL Mk VI de 203 mm de la Primera Guerra Mundial. El Ejército estadounidense empleó estos obuses, y los tomaron como base para su propio obús.
Fue el mayor obús autopropulsado en el inventario del Ejército de los Estados Unidos. Se desplegaba en divisiones de artillería en batallones de apoyo y en cuerpos independientes y en batallones a nivel de ejército. Sus misiones incluían apoyo, fuego de contrabatería y supresión de defensas aéreas.
El M110 fue exportado a varios países y sigue en servicio en los ejércitos de tres países miembros de la OTAN:Grecia, Turquía y Reino Unido.
El M110 fue diseñado en 1959 y entró en servicio en 1963. Fue usado en la Guerra de Vietnam por el ejército de los Estados Unidos y en las operaciones Escudo del Desierto y Tormenta del Desierto por los Estados Unidos y el Ejército británico.
La última versión es el M110A2, con un freno de boca con dos tabiques. La versión previa -A1- tenía solamente uno.
La tecnología ha ido reduciendo la brecha existente en poder de fuego entre los obuses de mediano y gran calibre. Y como los sistemas de armas más pesados requieren más recursos para ser operativos, es por lo que este sistema de armas ha sido retirado del servicio en el Ejército estadounidense. Los cañones de los M110 retirados fueron usados al principio como carcasas en la fabricación de la bomba antibúnquer GBU-28.

## Usuarios
- Estados Unidos

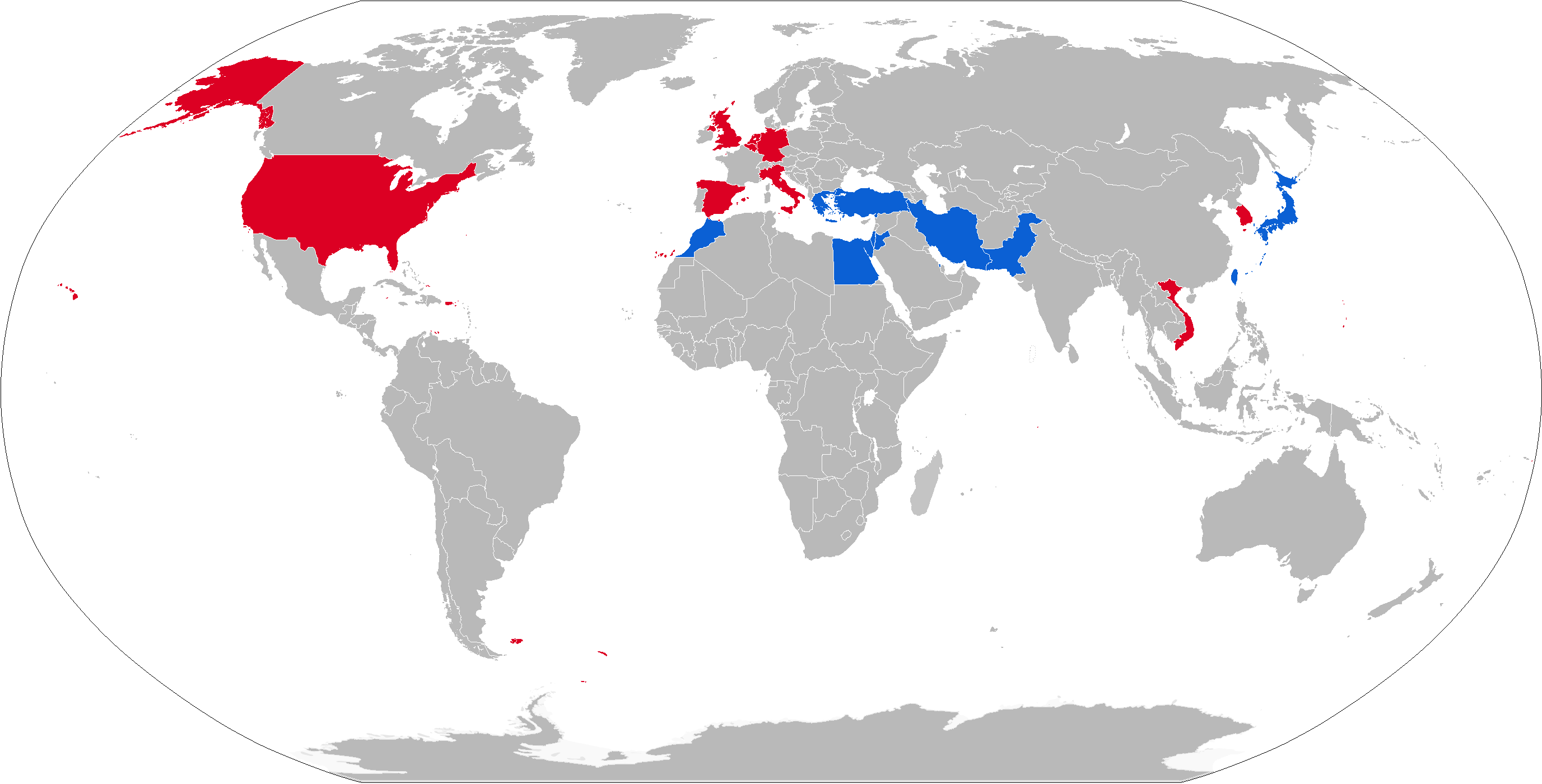
Mapa con operadores M110 en azul y antiguos operadores en rojo.

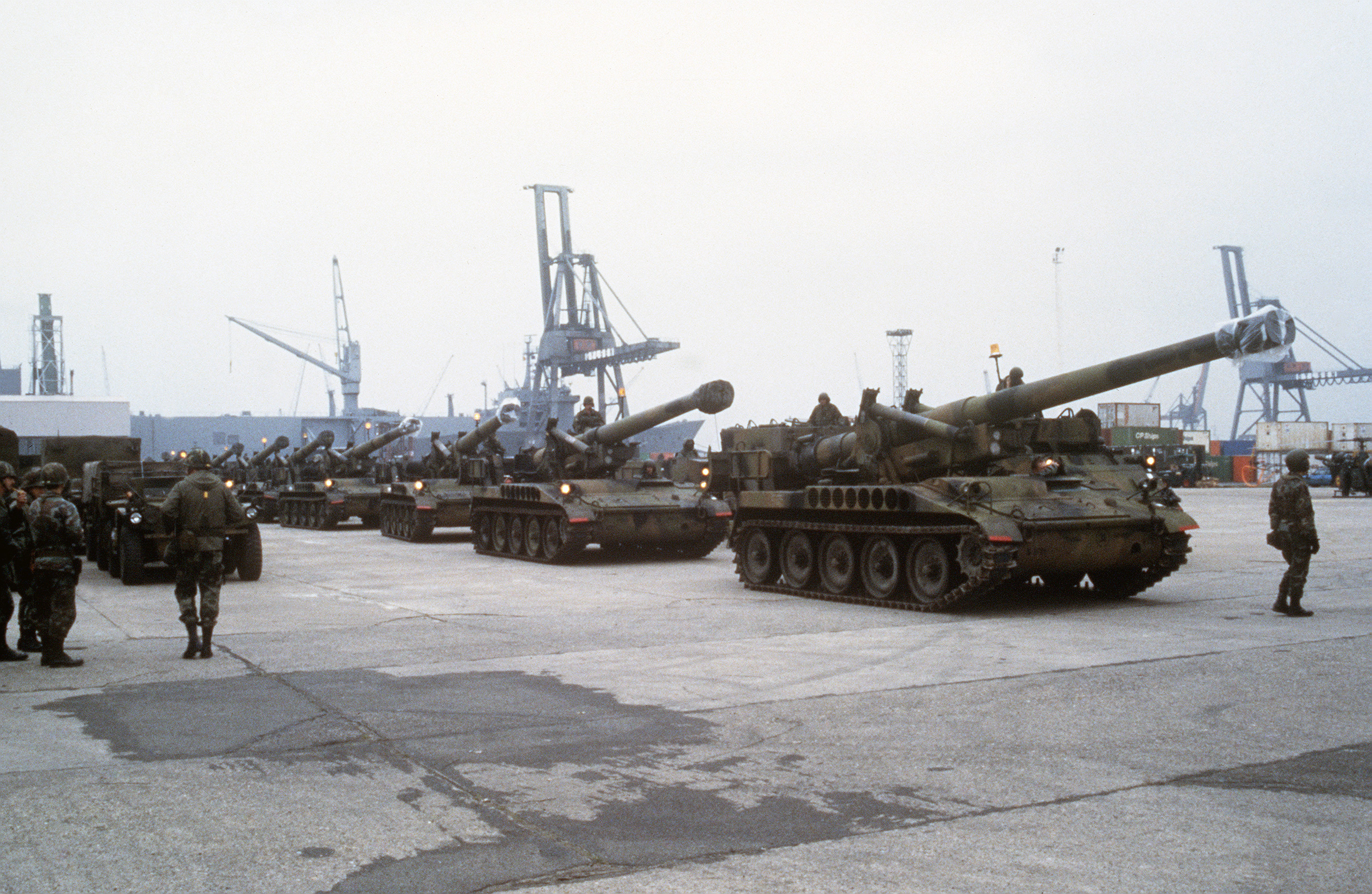
Obuses M110A2 del Ejército de EE. UU. en un área de preparación antes del transporte, puerto de Amberes, 1984

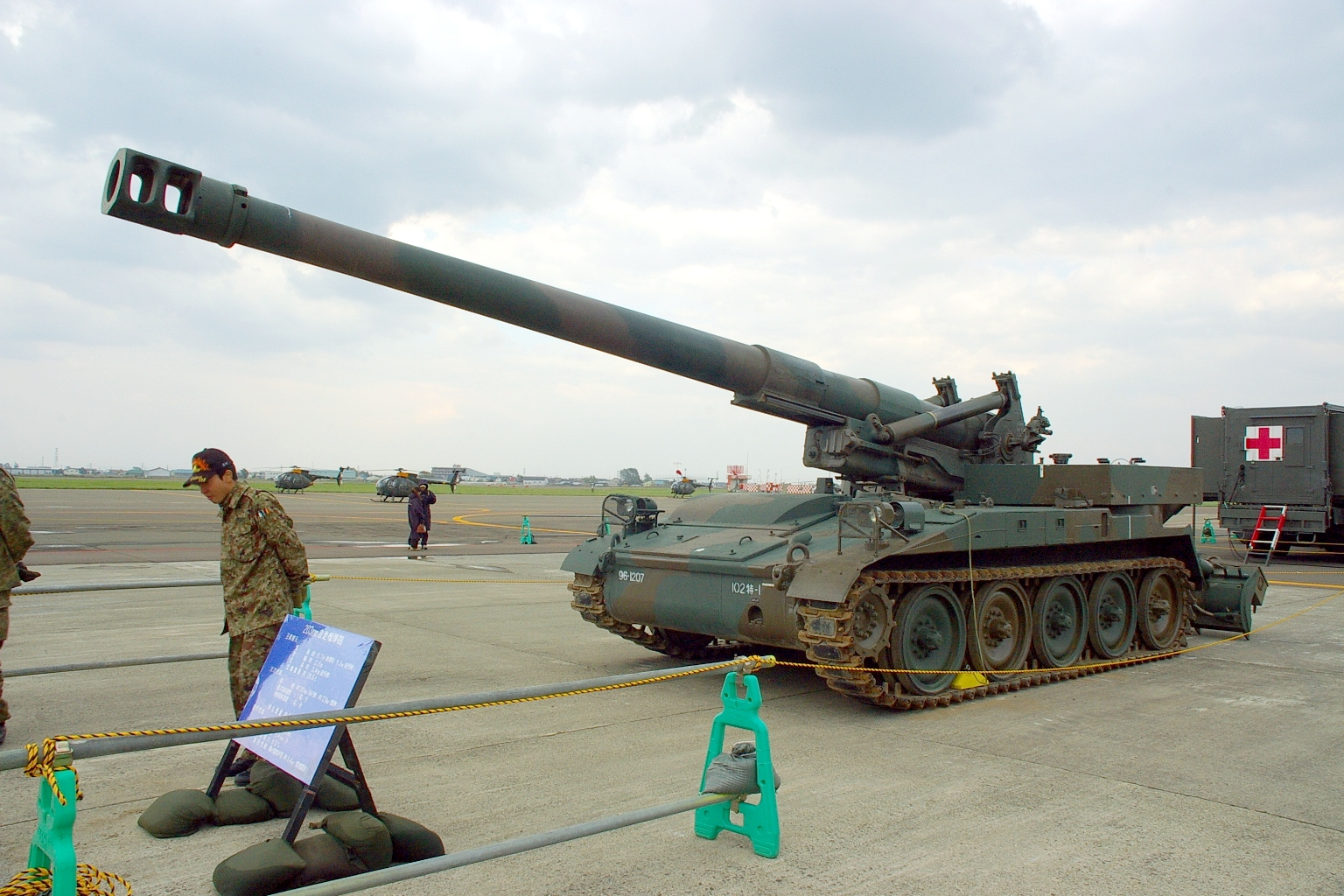
M110A2 de la Fuerza Terrestre de Autodefensa de Japón en 2007.

Ejército de Estados Unidos y Cuerpo de Marines de Estados Unidos.
- Alemania

El Ejército Alemán usó el M110A2 hasta 1993.
- Corea del Sur

Ejército de Corea del Sur.
- Egipto

Ejército egipcio
- España

El Ejército de Tierra de España tuvo en servicio 36 M-110A2, que fueron dados de baja en enero de 2009
- Grecia

El Ejército griego tiene en servicio M110A2
- Irán

Ejército de Irán.
- Japón

Las fuerzas de defensa del Japón tienen en servicio algunas unidades del M110A2
- Marruecos

El Ejército Marroquí tiene en servicio M110A2
- Pakistán

Ejército de Pakistán.
- Reino Unido

El Ejército Británico tiene en servicio M110A2 sólo para disparar proyectiles HE y nucleares. (El FV433 Abbot SPG, el M109A2, y el M110A1 fueron reemplazados por el AS-90 a mediados de la década de 1990.) Usado en combate en la Operación Granby / Guerra del Golfo.
- Taiwán

El Ejército de Taiwán tiene en servicio 60 M110A2.
- Turquía

Ejército Turco.

### Desarrollos relacionados
- M107 - Cañón autopropulsado de 175 mm que emplea el mismo chasis
- Obús autopropulsado M108
- Obús autopropulsado M109

### Vehículos similares
- PZH-2000

- Obús autopropulsado M108
 Obús autopropulsado M109
 Obús autopropulsado NLOS
- AMX MK F3
- Sholef
- K-9 Thunder
- Tipo 75
 Tipo 99
- AHS Krab
- 2S19 Msta
- T-155 Fırtına
- SSPH Primus
- G6 Rhino

### Listas relacionadas
- Anexo:Materiales históricos del Ejército de Tierra de España desde la posguerra
- Anexo:Vehículos del Museo Histórico Militar de Cartagena del Museo Histórico Militar de Cartagena